# Трипразеодимникель
Трипразеодимникель — бинарное неорганическое соединение
празеодима и никеля
с формулой NiPr3,
кристаллы.

## Получение
- Сплавление стехиометрических количеств чистых веществ:

{\displaystyle {\mathsf {3Pr+Ni\ {\xrightarrow {530^{o}C}}\ NiPr_{3}}}}

## Физические свойства
Трипразеодимникель образует кристаллы
ромбической сингонии,
пространственная группа P nma,
параметры ячейки a = 0,707 нм, b = 0,996 нм, c = 0,649 нм, Z = 4,
структура типа карбида железа Fe3C
.
Соединение конгруэнтно плавится при температуре 530°C(525°C, 562°C).